# Wahlkreis Midlothian North and Musselburgh
| Midlothian North and Musselburgh           |
| ------------------------------------------ |
| Midlothian North and Musselburgh · Lothian |
| Gebildet                                   |
| 2011                                       |
| Abgeordneter                               |
| Colin Beattie (SNP)                        |
| Regionen                                   |
| East Lothian Midlothian                    |

Midlothian North and Musselburgh ist ein Wahlkreis für das Schottische Parlament. Er wurde 2011 im Zuge der Revision der Wahlkreisgrenzen als einer von neun Wahlkreisen der Wahlregion Lothian eingeführt. Der Wahlkreis entstand aus der Aufspaltung des Wahlkreises Edinburgh East and Musselburgh, der im Wesentlichen in Edinburgh Eastern und Midlothian North and Musselburgh aufging. Das Gebiet von Midlothian North and Musselburgh umfasst die Teile der Council Areas East Lothian und Midlothian mit den Städten Musselburgh, Dalkeith und Bonnyrigg. Der Wahlkreis entsendet einen Abgeordneten.
Der Wahlkreis erstreckt sich über eine Fläche von 189,4 km2. Im Jahre 2020 lebten 87.209 Personen innerhalb seiner Grenzen.

## Wahlergebnisse

### Parlamentswahl 2011
| Ergebnisse der Parlamentswahl 2011 | Ergebnisse der Parlamentswahl 2011 | Ergebnisse der Parlamentswahl 2011 | Ergebnisse der Parlamentswahl 2011 |
| Partei                             | Kandidat                           | Stimmen                            | %                                  |
| ---------------------------------- | ---------------------------------- | ---------------------------------- | ---------------------------------- |
| SNP                                | Colin Beattie                      | 14.079                             | 47,2                               |
| Labour                             | Bernard Harkins                    | 11.083                             | 37,2                               |
| Conservative                       | Scott Douglas                      | 2541                               | 8,5                                |
| Liberal Democrats                  | Ian Younger                        | 1254                               | 4,2                                |
| Parteilos                          | Alan Hay                           | 861                                | 2,9                                |
| Wahlbeteiligung: 29.818 (51,19 %)  |                                    |                                    |                                    |

### Parlamentswahl 2016
| Ergebnisse der Parlamentswahl 2016 | Ergebnisse der Parlamentswahl 2016 | Ergebnisse der Parlamentswahl 2016 | Ergebnisse der Parlamentswahl 2016 | Ergebnisse der Parlamentswahl 2016 |
| Partei                             | Kandidat                           | Stimmen                            | %                                  | ±                                  |
| ---------------------------------- | ---------------------------------- | ---------------------------------- | ---------------------------------- | ---------------------------------- |
| SNP                                | Colin Beattie                      | 16.948                             | 48,9                               | +1,6                               |
| Labour                             | Bernard Harkins                    | 9.913                              | 28,6                               | −8,6                               |
| Conservative                       | Jeremy Balfour                     | 6.267                              | 18,1                               | +9,5                               |
| Liberal Democrats                  | Jacquie Bell                       | 1.557                              | 4,5                                | +0,3                               |
| Wahlbeteiligung: 34.285 (54,7 %)   |                                    |                                    |                                    |                                    |

### Parlamentswahl 2021
| Ergebnisse der Parlamentswahl 2021 | Ergebnisse der Parlamentswahl 2021 | Ergebnisse der Parlamentswahl 2021 | Ergebnisse der Parlamentswahl 2021 | Ergebnisse der Parlamentswahl 2021 |
| Partei                             | Kandidat                           | Stimmen                            | %                                  | ±                                  |
| ---------------------------------- | ---------------------------------- | ---------------------------------- | ---------------------------------- | ---------------------------------- |
| SNP                                | Colin Beattie                      | 21.165                             | 49,7                               | +0,8                               |
| Labour                             | Stephen Curran                     | 13.259                             | 31,3                               | +2,5                               |
| Conservative                       | Iain Whyte                         | 6.529                              | 15,3                               | −2,8                               |
| Liberal Democrats                  | Charles Dundas                     | 1.630                              | 3,8                                | −0,7                               |
| Wahlbeteiligung: 61 %              |                                    |                                    |                                    |                                    |